# Puccinia subtilipes
Puccinia subtilipes ist eine Ständerpilzart aus der Ordnung der Rostpilze (Pucciniales). Der Pilz ist ein Endoparasit der Süßgräser Leptochloa scabra und L. virgata. Symptome des Befalls durch die Art sind Rostflecken und Pusteln auf den Blattoberflächen der Wirtspflanzen. Sie kommt in Mittel- und Südamerika vor.

## Merkmale

### Makroskopische Merkmale
Puccinia subtilipes ist mit bloßem Auge nur anhand der auf der Oberfläche des Wirtes hervortretenden Sporenlager zu erkennen. Sie wachsen in Nestern, die als gelbliche bis braune Flecken und Pusteln auf den Blattoberflächen erscheinen.

### Mikroskopische Merkmale
Das Myzel von Puccinia subtilipes wächst wie bei allen Puccinia-Arten interzellulär und bildet Saugfäden, die in das Speichergewebe des Wirtes wachsen. Aecien oder Spermogonien der Art sind nicht bekannt. Die gelben Uredien des Pilzes wachsen beidseitig auf den Wirtsblättern. Ihre hyalinen bis gelblichen Uredosporen sind 16–18 × 13–15 µm groß, kugelig bis eiförmig und fein stachelwarzig. Die beidseitig wachsenden Telien der Art sind schwärzlich, pulverig und früh offenliegend. Die haselnussbraunen Teliosporen sind zweizellig, breitellipsoid bis langellipsoid und 23–31 × 18–22 µm groß. Ihre Stiele sind gelblich bis golden und 130 µm lang.

## Verbreitung
Das bekannte Verbreitungsgebiet von Puccinia subtilipes reicht von Mittelamerika und der Karibik bis nach Argentinien.

## Ökologie
Die Wirtspflanzen von Puccinia subtilipes sind Leptochloa scabra und L. virgata. Der Pilz ernährt sich von den im Speichergewebe der Pflanzen vorhandenen Nährstoffen, seine Sporenlager brechen später durch die Blattoberfläche und setzen Sporen frei. Die Art verfügt über einen Entwicklungszyklus, von dem bislang lediglich Telien und Uredien sowie deren Wirt bekannt sind; Spermogonien und Aecien konnten dem Pilz nicht zugeordnet werden.